# Bianco, rosso e Verdone
Bianco, rosso e Verdone è un film del 1981 diretto e interpretato da Carlo Verdone.

## Trama
Il film è un comico road movie ambientato durante un fine settimana elettorale. I protagonisti, le cui storie si alternano durante il film, sono tre uomini in viaggio per raggiungere i rispettivi seggi elettorali, tutti interpretati da Carlo Verdone: Pasquale Amitrano, un emigrato del sud Italia residente a Monaco di Baviera, che in Italia trova un'accoglienza tutt'altro che calorosa, Furio Zoccano, un funzionario statale logorroico e morbosamente pignolo, e Mimmo, un giovane ingenuo e goffo ma allo stesso tempo premuroso con sua nonna.

### Pasquale Amitrano

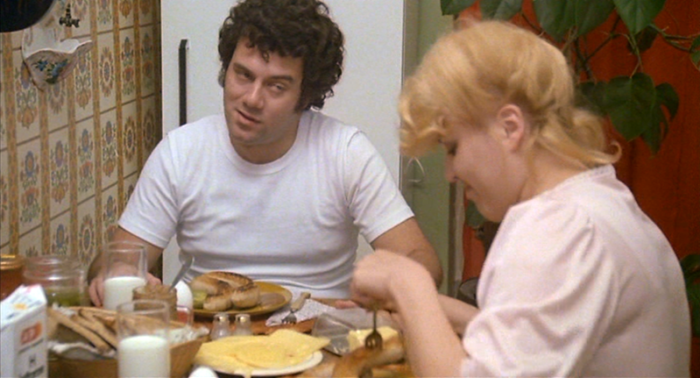
Pasquale Amitrano e sua moglie mentre fanno colazione nella loro casa a Monaco di Baviera

Pasquale Amitrano è un emigrante italiano che vive a Monaco di Baviera, nella Germania Ovest. Tifoso della Juventus, con tanto di poster di Franco Causio in camera, è sposato con una robusta donna locale che lo ama molto e si prende cura di lui con fare quasi materno. Parte per l'Italia con un'Alfasud rossa, chiassosamente bardata, per raggiungere la sua circoscrizione elettorale di Matera; lungo il viaggio emerge un quadro di un uomo taciturno e spendaccione, nonché tremendamente goffo e ingenuo, tanto da subire a più riprese furti, truffe e persino un pestaggio. Al culmine dei rovesci negativi, deve abbandonare in autostrada la propria vettura in panne.
Giunto a destinazione esausto e malconcio, all'uscita della cabina elettorale interromperà bruscamente il proprio silenzio prorompendo in un furioso monologo liberatorio – una sorta di gibberish in dialetto pressoché incomprensibile anche per i locali – nel quale, dopo aver narrato tutta la sua grottesca disavventura, si lascia andare a un colorito giudizio sull'Italia e gli italiani.

### Furio Zoccano

Furio al telefono con l'ACI

Furio Zoccano, funzionario romano residente a Torino, logorroico, sparagnino e pedante oltre ogni limite, pianifica e calcola ogni cosa nei minimi dettagli. Sua moglie Magda Ghiglioni, che egli ama molto, lo sopporta nel silenzio e nella disperazione, esternata più volte con l'espressione "Non ce la faccio più!". Durante il tragitto, Magda incontra ricorrentemente un avvenente playboy, Raoul, interessato a lei. Più tardi, la famiglia viene coinvolta in un grottesco incidente, causato da Furio. Questi viene ricoverato in ospedale per accertamenti, mentre la moglie pernotta con i figli in un albergo, dove rincontra il dongiovanni, al quale resiste a stento. Giunti a Roma, approfittando dell'assenza del marito impegnato al seggio, Magda si congeda dai figli Anton Giulio e Anton Luca e fugge via con l'uomo.

### Mimmo

Mimmo, con la tipica espressione perplessa assunta quando chiede "In che senso?!?"

Mimmo, goffo e ingenuo giovanotto, giunge in ritardo a Verona (da lui confusa con Vicenza) per prelevare sua nonna Teresa e condurla a Roma per votare. A dispetto dell'età e dello stato di salute, l'anziana si dimostra assai più acuta e vispa del nipote, deridendolo puntualmente, seppur senza cattiveria. Lui dal suo canto, si dimostra molto apprensivo nei suoi confronti, tra la curiosità degli astanti che assistono ai loro frequenti e vivaci screzi.
Durante il viaggio incontreranno un burbero camionista romano, soprannominato er Principe, che inizialmente riscuote la simpatia dell'anziana. Giunta la sera, pernottano nello stesso albergo dove sosta la famiglia di Furio. Mimmo viene adescato da una prostituta, totalmente ignaro del suo intento, fino a quando la sua goffaggine provoca la caduta di una boccia colma di pesci rossi: ciò desta l'ira della donna e il giovane, spaventato, torna a dormire accanto alla nonna. Al mattino Mimmo e Teresa trovano er Principe nascosto nella loro vettura, convinto erroneamente di aver provocato l'incidente e la morte di Furio, ma al primo controllo della polizia, la dabbenaggine del giovane desta il sospetto degli agenti e il conseguente fermo del trasportatore.
Giunti al seggio, Mimmo ha l'ennesimo screzio con l'anziana, che lo schernisce davanti ai militari di guardia. Una volta entrata nella cabina elettorale, la nonna muore per un malore, tra la disperazione di Mimmo, affranto perché le ultime parole tra loro non sono state amichevoli, e l'indifferenza degli scrutatori, che si limitano a dibattere sulla validità del voto della defunta.

## Produzione

### Pre-produzione
Carlo Verdone era scettico sulla realizzazione del film − percepito come una normale continuazione del suo precedente lavoro, Un sacco bello − e temeva di andare incontro a un insuccesso: la riserva fu sciolta dopo una lunga riflessione nella quiete della sua residenza di campagna. Il personaggio di Pasquale fu un'invenzione di Carlo Verdone: infatti, volle compensare la logorrea di Furio Zòccano con un personaggio completamente muto, ispirandosi ai personaggi dei film di Jacques Tati, visti più volte al cineclub Filmstudio di Roma.
I colori delle auto dei protagonisti come anche il titolo del film, si rifanno al tricolore italiano: l'auto di Mimmo è una Fiat 1100 D verde, quella di Furio è una Fiat 131 Panorama bianca, quella di Pasquale è una Alfa Romeo Alfasud 1.2 rossa.
Il personaggio del saccente logorroico viene spesso riproposto dall'attore. Già noto al pubblico con gli sketch cabarettistici di Non stop, lo si ritrova anche in Raniero di Viaggi di nozze e Callisto di Grande, grosso e... Verdone. La maschera goffa di Mimmo, diviene la continuazione di Leo in Un sacco bello, per poi riapparire in età matura con Grande, grosso e... Verdone.
Su indicazione di Sergio Leone, per la celebre inquadratura audace attraverso il vaso di pesci rossi, si ricorse ad una vera prostituta.

### Cast

Nonna Teresa insieme a er Principe

Per il personaggio di Magda si cercava un volto tipicamente torinese (occhi grandi e dolci, viso aristocratico e un po' slavato, sullo stampo dei personaggi pubblici della famiglia Agnelli) e dopo molti provini fu scelta l'attrice sovietica Irina Sanpiter, doppiata con un marcato accento torinese dall'attrice italiana Solvejg D'Assunta. Il produttore Sergio Leone non era d'accordo nello scritturare Elena Fabrizi per il ruolo della nonna di Mimmo a causa della sua salute precaria, temendo problemi durante le riprese, in quanto diabetica. Il regista era però rimasto profondamente colpito da "Sora Lella" dopo averla ascoltata sulle frequenze di Radio Lazio; dopo ulteriori provini, riuscì a vincere le riserve di Leone. Ebbe così inizio il sodalizio artistico tra Verdone e la popolare attrice romana.
Tra i personaggi minori, Stefano Natale, coinquilino dello stabile dove viveva Carlo Verdone in gioventù e ispiratore del personaggio di Mimmo, interpreta il soldato di guardia al seggio elettorale.

### Riprese
Il film è stato girato prevalentemente nell'autunno del 1980 poiché Leone tardò nel dare inizio alle riprese; tra numerose difficoltà per il clima freddo, Carlo Verdone interpreta Mimmo e Pasquale in tenuta estiva. Sergio Leone incaricò il fratello di Carlo, Luca Verdone, affinché gli comunicasse segretamente un resoconto quotidiano e dettagliato delle riprese.
I luoghi delle riprese includono:
- Passo del Brennero. Confine Austria-Italia. Inizio autostrada del Brennero
- Panorama di Torino visto dalla collina sovrastante, con al centro piazza Vittorio Veneto e sulla destra la Mole Antonelliana, più alcune vie del centro della città.
- Autostrada A24, tratto L'Aquila-Teramo, prima del traforo del Gran Sasso, scene dei tragitti autostradali.
- Area di servizio Tolfa, Roma-Civitavecchia, scena delle soste di Furio e Pasquale.
- Area di sosta Pineto Est stessa autostrada, scena dell'iniezione a Teresa.
- Cimitero di Tivoli, scena del cimitero.
- Castello di San Giorgio a Maccarese (Fiumicino, in provincia di Roma) scena della farmacia cui si rivolge Mimmo.
- Bassano Romano, scena della trattoria, del barbone e del tentativo di furto di Pasquale.
- Galleria Torrione 2 autostrada A24 Roma-L'Aquila altezza di L'Aquila, scena dell'incidente tra Furio ed er Principe.
- Hotel Torre Sant'Angelo località Castagnola, Tivoli (Roma), scena dell'albergo.
- Palazzo Pantanella in via dei Cerchi angolo via della Bocca della Verità a Roma, seggio elettorale di Furio.
- Palazzo Rosa cosiddetto dei Cento Preti, lungotevere dei Vallati, all'altezza di Ponte Sisto, seggio elettorale di Mimmo e sua nonna. Nello stesso palazzo visse la famiglia del regista, dagli anni quaranta alla morte di suo padre, Mario Verdone.
- Piazza del Seminario a Tivoli (Roma), seggio elettorale di Pasquale.

Tra le scene, lo sfogo di Pasquale Amitrano non era presente nella sceneggiatura originale: fu improvvisato dallo stesso Verdone poiché non riusciva a trovare la giusta intonazione per le battute scritte sul copione. L'attore spiegherà in seguito come la scena fu realizzata in una sola ripresa, sicuro che ripetendola avrebbe perso di efficacia.

### Post-produzione

Magda, moglie di Furio

Sergio Leone era molto titubante e scaramantico nell'intitolare il film Bianco, Rosso e Verdone, in quanto nel 1972 era uscito un film con Sophia Loren intitolato Bianco, rosso e..., che non aveva avuto successo. Le riserve di Leone vertevano anche sul personaggio di Furio, temendo che questi potesse risultare particolarmente odioso al pubblico. Prima dell'uscita del film, organizzò una proiezione privata in casa sua cui parteciparono, oltre a Verdone, Alberto Sordi, Monica Vitti e il calciatore brasiliano Paulo Roberto Falcão, i quali gradirono molto il personaggio di Furio, soprattutto Sordi che addirittura si congratulò con Verdone, sciogliendo così ogni riserva per il produttore Leone.

### Colonna sonora
Leone si affidò per le musiche a Ennio Morricone, il quale non prese parte alle riprese: scrisse i brani guardando il film finito, nel giro di circa tre giorni.
Tra i brani non originali, la canzone che si ascolta dal mangianastri di Pasquale Amitrano è Binario di Claudio Villa (1959). Quella nella scena dell'Autogrill è Dance On, opera dello stesso Morricone e di Alessandro Centofanti, composta per il film Così come sei del 1978.

## Distribuzione
Il film è uscito nelle sale italiane il 20 febbraio 1981.

## Accoglienza

### Incassi
Il film si è classificato al 36º posto tra i primi 100 film di maggior incasso della stagione cinematografica italiana 1980-1981.

## Riconoscimenti
- 1981 - David di Donatello
  - Candidatura come migliore attrice protagonista a Elena Fabrizi
  - Candidatura come miglior attore protagonista a Carlo Verdone
  - Candidatura come migliore colonna sonora a Ennio Morricone
  - Candidatura come miglior montaggio a Nino Baragli
- 1981 - Nastro d'argento
  - Migliore attrice esordiente a Elena Fabrizi
  - Candidatura come migliore attrice non protagonista a Elena Fabrizi